# Cap San Pío
Le cap San Pio (en espagnol : Cabo San Pío) est un cap situé à l'extrémité australe de la grande île de la Terre de Feu, dans la partie argentine de l'île. Il s'agit également du point le plus australe de l'Argentine, si l'on ne prend pas en considération l'îlot Blanco (55° 03′ 48″ S, 66° 33′ 12″ O) qui est située à environ 1,5 km au large des côtes en direction du sud-ouest. Le cap marque l'embouchure orientale du canal Beagle et est signalé par un phare de 8 mètres de haut, le Faro Cabo San Pío, dont la construction remonte à 1919. La tour de brique pourvue de bandes horizontale rouges et blanches a la forme d'une quille de bowling. Le phare émet deux flashs blancs toutes les 16 secondes et sa portée est de 9,2 milles marins (17 km). 
Le conflit du Beagle, un conflit territoriale opposant l'Argentine au Chili sur la question de la souveraineté des îles Lennox, Nueva et Picton situées au sud de la Terre de Feu, faillit déboucher en guerre ouverte entre les deux pays en 1978. Le conflit remonte au Traité des limites de 1881, qui ne précisait pas la position de la frontière dans cette zone. Le conflit fut finalement résolu grâce à la médiation du pape Jean-Paul II et à la signature, le 23 janvier 1984, d'un Traité de Paix et d'Amitié qui octroya la souveraineté sur les îles au Chili mais accorda des droits maritimes avantageux à l'Argentine. 